# パピエルマルク
パピエルマルク（ドイツ語: Papiermark、「紙のマルク」の意味）とは、ドイツ帝国の紙幣である。
1914年の第一次世界大戦勃発を受けて、マルクの金本位制が停止された時点以降の、ドイツ帝国の通貨である。特に、ドイツ帝国がヴェルサイユ条約の戦時賠償金を支払うため、紙幣を大増刷したことにより、1922年および1923年に発生した「ハイパーインフレーションの間に発行された銀行券」に対して使われる。

## 歴史

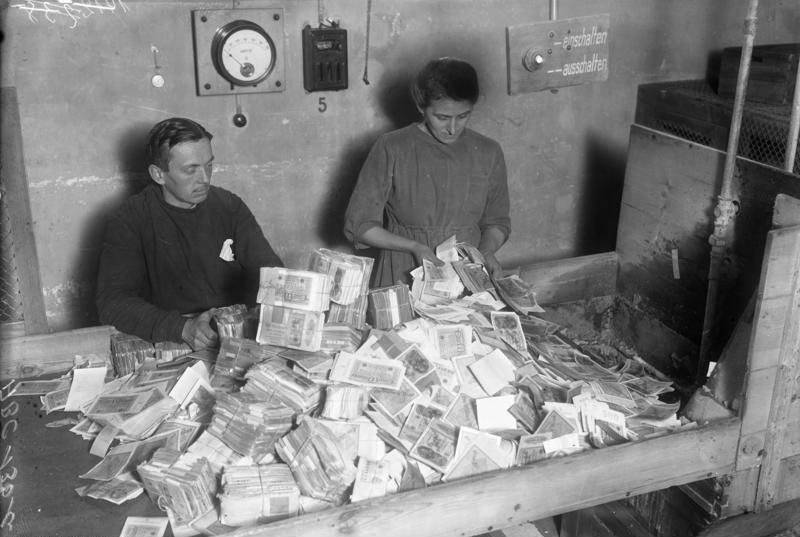
レンテンマルクとの交換に伴い処分されるパピエルマルク紙幣

1914年以降、マルクの価値は低下していった。
インフレーション率は第一次世界大戦の終戦後から上昇し、1922年から1923年のハイパーインフレーションの間、その価値が急激に暴落した。超高額紙幣がライヒスバンクおよび他の機関によって発行された。
硬貨はこの期間鋳造されず、紙幣のみが発行されたため、これらの紙幣はパピエルマルク（紙屑のマルク）と呼ばれた。インフレーション率は、1923年10月に最高となり、1923年11月にレンテンマルクの創設が報じられると通貨は安定した。
実際にレンテンマルクが発行されるようになるのは1924年であるが、発行が始まると、パピエルマルクとは1兆パピエルマルク=1レンテンマルクの率で交換された。1924年8月には、レンテンマルクに加えてライヒスマルクが登場している。
パピエルマルクには、政府から発行されたものに加え、地方政府などからも代用通貨および紙幣の形で緊急発行されたものがある。それらはクリークスゲルト（Kriegsgeld、「戦争通貨」）およびノートゲルト（Notgeld、「緊急通貨」）として知られる。